# Muhammad Umar
Muhammad Umar (1959 – 23. dubna 2013) byl afghánský mudžáhid, zakladatel a vůdce hnutí Tálibán. V letech 1996–2001, kdy tálibánský Islámský emirát Afghánistán prakticky ovládal celé území Afghánistánu byl de facto vládcem Afghánistánu 

## Život
Muhammad Umar byl etnický Paštun, narozený pravděpodobně roku 1959 v Nudáhu, malém městečku poblíž Kandaháru v jihovýchodním Afghánistánu. Již v mládí přišel o otce a sám se musel starat o rodinu. Když byl Afghánistán pod sovětskou okupací, Umar byl jeden ze členů odboje proti Sovětům. Poté, co Tálibán roku 1996 převzal moc v Afghánistánu, Muhammad Umar se postavil do čela nově vzniklého emirátu a začal si říkat kníže věřících (arabsky: أَمِير ٱلْمُؤْمِنِين, amír al-múminín).
Zejména díky jeho spojení s Al-Káidou se od roku 2001 stal jedním z nejhledanějších teroristů americké strany, která vypsala odměnu 10 milionů dolarů za informace, které pomohou k jeho dopadení. Veřejnosti nebylo známo příliš informací o jeho osobě, existuje pouze pár fotek, o které se při jeho hledání dalo opřít.
V roce 2015 bylo oznámeno, že zemřel v dubnu 2013.